# Campionati europei di atletica leggera 1938 - Salto in alto femminile
Il salto in alto femminile ai campionati europei di atletica leggera 1938 si svolse il 18 settembre 1938.

## Podio
| Oro     | Ibolya Csák Ungheria                |
| Argento | Nelly van Balen Blanken Paesi Bassi |
| Bronzo  | Feodora zu Solms Germania           |

## Risultati
| Pos.    | Nome                    | Nazionalità   | Tempo  | Note                                     |
| ------- | ----------------------- | ------------- | ------ | ---------------------------------------- |
| Oro     | Ibolya Csák             | Ungheria      | 1.64 m | Record dei campionati · Record nazionale |
| Argento | Nelly van Balen Blanken | Paesi Bassi   | 1.64 m | Record nazionale                         |
| Bronzo  | Feodora zu Solms        | Germania      | 1.64 m |                                          |
| 4       | Dorothy Cosnett         | Gran Bretagna | 1.58 m |                                          |
| 5       | Dora Gardner            | Gran Bretagna | 1.58 m |                                          |
| 6       | Ilsebill Pfenning       | Svizzera      | 1.55 m |                                          |
| 7       | Karin Färnström         | Svezia        | 1.55 m |                                          |
| 8       | Wanda Nowak             | Germania      | 1.50 m |                                          |
|         | Dora Ratjen             | Germania      | dq     |                                          |